# Roy Cooper
Roy Cooper (hay Roy Asberry Cooper III, sinh ngày 13 tháng 6 năm 1957) là một luật gia và chính trị gia người Mỹ. Ông hiện là Thống đốc thứ 75 và đương nhiệm của tiểu bang North Carolina kể từ năm 2017. Ông nguyên là Tổng Chưởng lý thứ 49 của North Carolina; phục vụ trong Hội đồng Lập pháp North Carolina ở cả Hạ viện (1987 – 1991) và Thượng viện (1991 – 2001). Ông đã đánh bại Thống đốc đương nhiệm của Đảng Cộng hòa Pat McCrory để giành chức Thống đốc trong một cuộc chạy đua sát nút ở cuộc bầu cử năm 2016, trở thành ứng viên đầu tiên đánh bại một Thống đốc đương nhiệm trong lịch sử North Carolina, tiép tục tái đắc cử vào năm 2020 khi đánh bại ứng cử viên được đề cử của Đảng Cộng hòa, Phó Thống đốc đương nhiệm Dan Forest.
Roy Cooper là Đảng viên Đảng Dân chủ, Tiên sĩ Luật, chính trị gia tự do. Với sự nghiệp ở quê nhà North Carolina, ông từng tham gia nhiều sự kiện chính trị, xã hội, đặc biệt là pháp luật khi có 16 năm phụ trách tư pháp tiểu bang. Ông trải qua một thời kỳ Đảng Cộng hòa chiếm ưu thế Hội đồng Lập pháp, nhận áp lực từ các dự luật giảm bớt quyền lực của văn phòng Thống đốc, ghi đè một số quyền phủ quyết của ông về luật pháp.

## Xuất thân, giáo dục và thời kỳ đầu
Roy Cooper sinh ngày 13 tháng 6 năm 1957 tại làng Nashville, quận Nash, North Carolina, Hoa Kỳ, tên khai sinh Roy Asberry Cooper III, là con trai của Beverly Batcosystem và Roy Asberry Cooper II. Mẹ của ông là giáo viên và bố là luật sư. Ông học trường công và làm việc trong trang trại thuốc lá của cha mẹ mình trong suốt các mùa hè, tốt nghiệp Trường Trung học Northern Nash năm 1975. Sau đó, ông nhận được Học bổng Morehead tại Đại học North Carolina tại Chapel Hill, tới thị trấn Chapel Hill, North Carolina cho khóa học đại học của mình. Ông được bầu làm Chủ tịch Đảng Dân chủ Trẻ của trường đại học, tốt nghiệp Cử nhân Nghệ thuật năm 1979. Ông tiếp tục nghiên cứu tại trường, trở thành Tiến sĩ Luật của Trường Luật Đại học North Carolina vào năm 1982.
Sau khi tốt nghiệp, ông hành nghề luật sư tại công ty luật của gia đình trong một số năm, rồi bắt đầu sự nghiệp chính trị. Roy Cooper được bầu vào Hạ viện North Carolina vào năm 1986. Ông được bổ nhiệm vào Thượng viện North Carolina vào năm 1991 để kế nhiệm nhiệm kỳ còn lại của một ghế Thượng nghị sĩ tiểu bang đã bị bỏ trống. Năm 1997, ông được bầu làm Lãnh đạo phe Dân chủ đa số tại Thượng viện bang. Ông tiếp tục hành nghề luật sư với tư cách là đối tác quản lý của công ty luật Fields & Cooper ở núi Rocky và vùng Nashville, North Carolina.

## Tổng Chưởng lý North Carolina

### Tranh cử

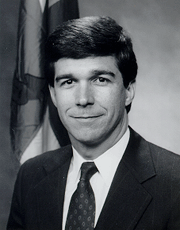
Roy Cooper thời kỳ đầu.

Roy Cooper được bầu làm Tổng Chưởng lý North Carolina vào tháng 11 năm 2000 và nhậm chức vào ngày 6 tháng 1 năm 2001; ông tái đắc cử nhiệm kỳ bốn năm lần thứ hai vào năm 2004. Roy Cooper đã được đề cập đến như một ứng cử viên Đảng Dân chủ có thể tranh cử Thống đốc North Carolina vào năm 2008, nhưng ông quyết định tái tranh cử với tư cách là Tổng Chưởng lý. Ông dễ dàng tái đắc cử, đánh bại Bob Crumley của Đảng Cộng hòa và thu được nhiều phiếu bầu hơn bất kỳ ứng cử viên toàn tiểu bang nào khác trong cuộc bầu cử Tổng Chưởng lý năm 2008. Cả hai Đảng viên Đảng Dân chủ cấp bang và quốc gia đều cố gắng mời ông cùng hỗ trợ tranh cử với Thượng nghị sĩ Hoa Kỳ thuộc Đảng Cộng hòa Richard Burr vào năm 2010, nhưng ông đã từ chối. Năm 2012, các chính trị gia đề nghị ông là ứng cử viên cho chức Thống đốc North Carolina sau khi Thống đốc đương nhiệm Bev Perdue tuyên bố nghỉ hưu, nhưng ông tiếp tục từ chối tranh cử.
Năm 2011, cố vấn chính trị của ông thông báo rằng Roy Cooper sẽ tìm kiếm nhiệm kỳ thứ tư chức vụ Tổng Chưởng lý vào năm 2012. Ông không có đối thủ và không cần ứng cử trong cả cuộc bầu cử sơ bộ Đảng Dân chủ và tổng tuyển cử toàn bang. Trong cuộc bầu cử tháng 11 năm 2012, ông đã nhận được 2,828,941 phiếu, tức 100% phiếu bầu. Roy Cooper giữ vị trí Tổng Chưởng lý North Carolina trong bốn nhiệm kỳ tức 16 năm từ 2001 – 2017.

### Nhiệm kỳ
Trong 16 năm phụ trách tư pháp North Carolina, Roy Cooper đã giải quyết nhiều vụ việc dân sự, hình sự toàn bang, có thể kể tới: vào tháng 1 năm 2007, khi Luật sư Mike Nifong của quận Durham yêu cầu được sử dụng lại từ việc giải quyết vụ việc của Duke Lacrosse, văn phòng của Tổng chưởng lý Roy Cooper đã nhận trách nhiệm về vụ việc. Tới ngày 11 tháng 4 năm 2007, ông bác bỏ vụ kiện chống lại các cầu thủ của đội Duke Lacrosse, tuyên bố họ vô tội và là nạn nhân của cơn sốt buộc tội (tragic rush to accuse). Quyết định này đã giành được sự khen ngợi của lưỡng đảng cho ông. Cùng năm, hai ngày sau vụ nổ súng ở Virginia Tech, ông thành lập Lực lượng Đặc nhiệm An toàn Khuôn viên trường để phân tích các vụ xả súng ở trường học và đưa ra đề xuất chính sách để giúp chính phủ ngăn chặn và ứng phó. Ủy ban đã chuyển báo cáo vào tháng 1 năm 2008. Sau khi công bố kết quả của lực lượng đặc nhiệm, Roy Cooper đã hỗ trợ các thành viên của Hội đồng Lập pháp North Carolina thông qua một đạo luật yêu cầu các thư ký tòa án ghi lại các cam kết không tự nguyện trong cơ sở dữ liệu cấp phép sử dụng súng quốc gia.

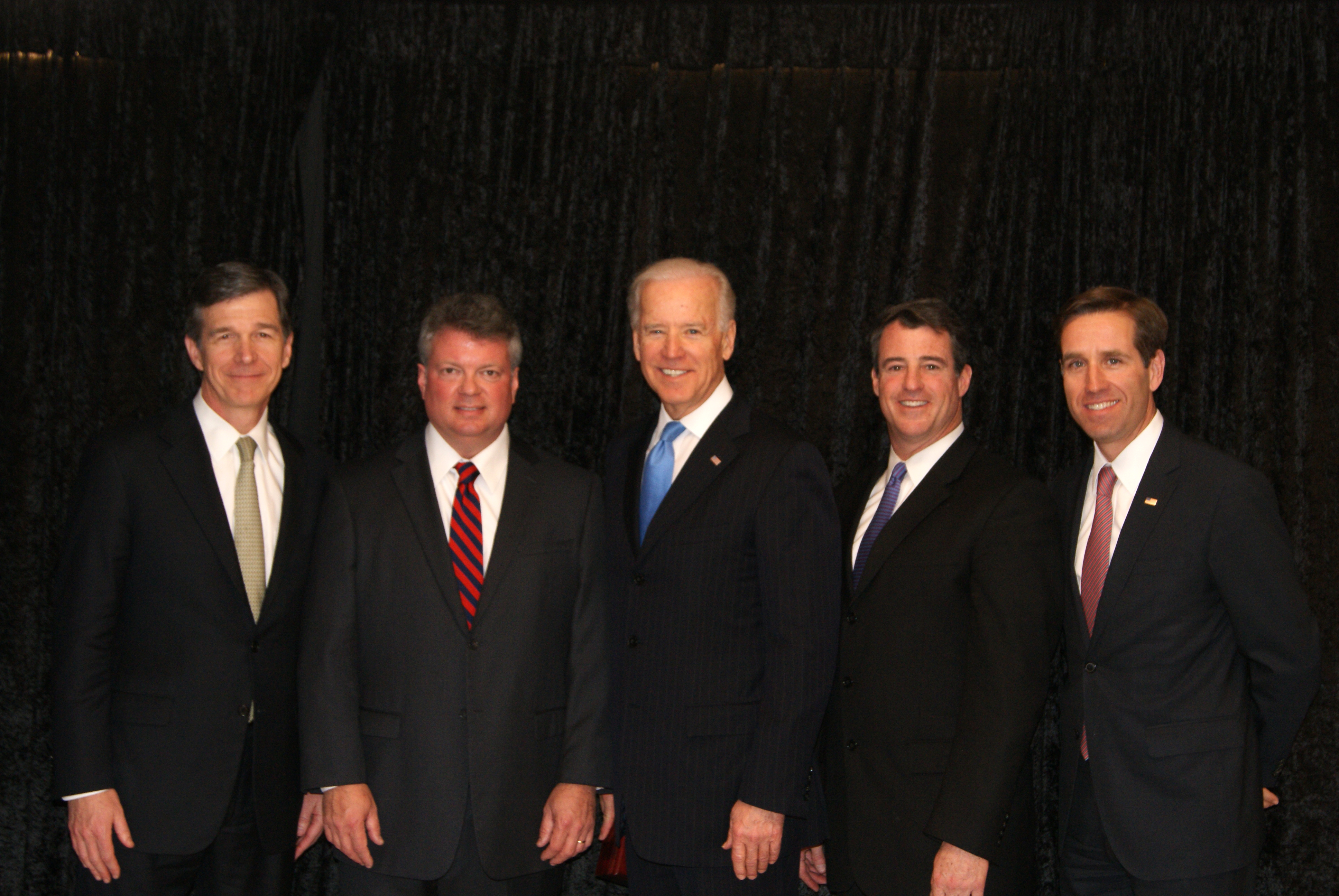
Các Tổng Chưởng lý Roy Cooper, Jim Hood, Doug Gansler, Beau Biden và Phó Tổng thống Joe Biden (ở giữa) năm 2013.

Về hình sự North Carolina: năm 2010, sau quyết định của hội đồng thẩm phán để minh oan cho Gregory Taylor, người đã thụ án gần mười bảy năm vì tội giết Jaquetta Thomas cấp độ I, Roy Cooper đã ra lệnh kiểm tra sau khi biết rằng các quan chức tại Cục Điều tra Bang North Carolina ở phòng thí nghiệm pháp y đã giấu thông tin. Việc xóa bằng chứng này đã góp phần khiến Gregory Taylor bị kết tội giết người. Bản kiểm toán tư pháp được phát hành vào năm 2010, công bố phát hiện ra rằng một nhóm đặc vụ được chọn trong Cục Điều tra tiểu bang giữ kín thông tin đã trở thành thông lệ trong suốt hai thập kỷ. Ngoài ra, họ đã không theo kịp các tiêu chuẩn khoa học cũng như các thử nghiệm pháp y, hình sựmới nhất. Hai nhà điều tra là Chris Swecker và Micheal Fox, đã trích dẫn gần 230 trường hợp bị ô uế bởi những hành động này; ba bị cáo bị kết án trong những trường hợp như vậy đã bị tử hình; 80 bị cáo bị kết án vẫn đang trong thời gian ngồi tù. Một nỗ lực lớn của tiểu bang đã được thực hiện để theo dõi các trường hợp của họ.
Bên cạnh đó, Roy Cooper đã tranh luận trường hợp đầu tiên của mình trước Tòa án Tối cao Hoa Kỳ, vụ JDB v. North Carolina vào năm 2011, một vụ án liên quan đến quyền Miranda trong các vụ án vị thành niên. Tòa án phán quyết 5–4 và North Carolina thua kiện.

## Thống đốc North Carolina

### Tranh cử

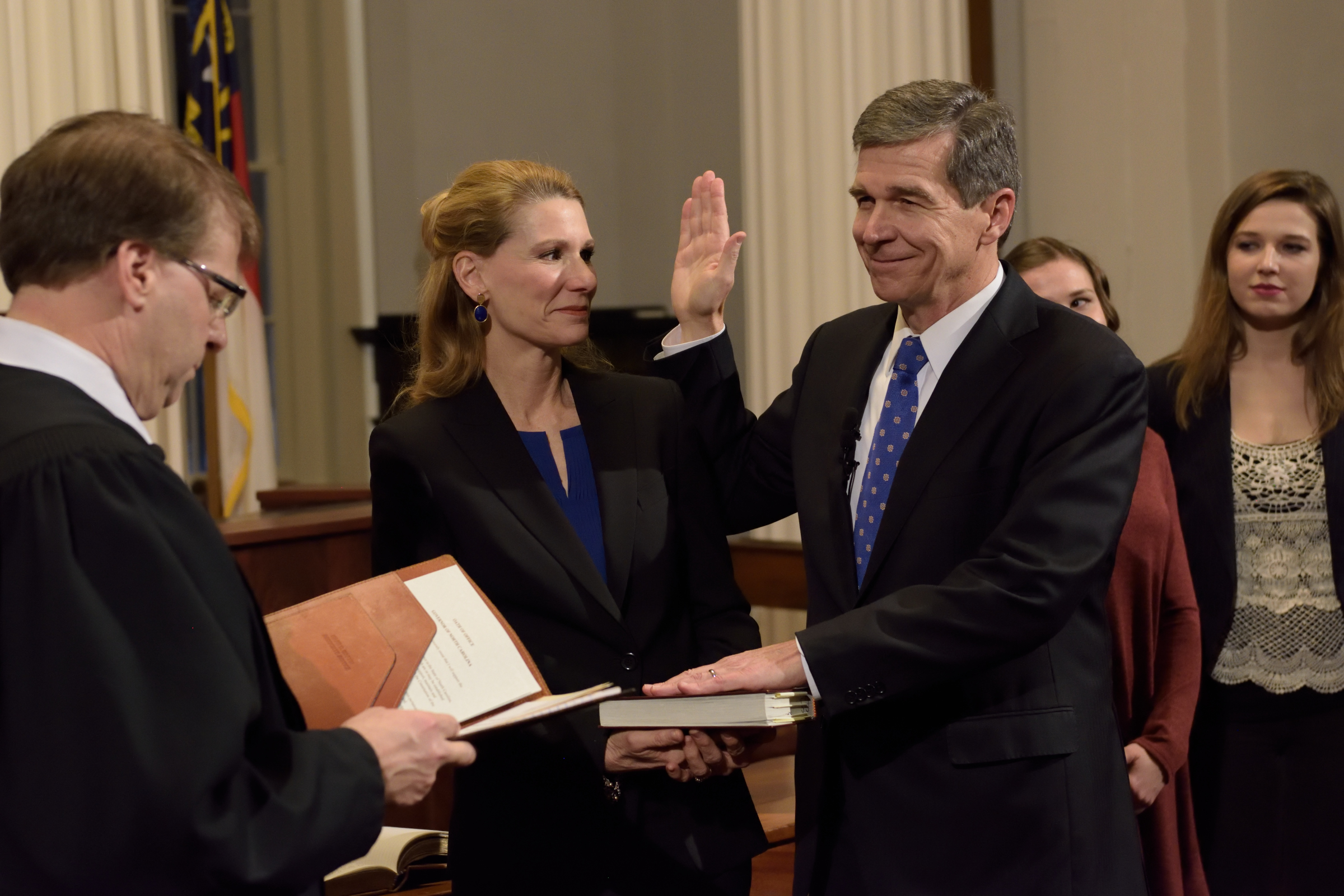
Roy Cooper cùng gia đình tuyên thệ nhậm chức Thống đốc năm 2017.

Roy Cooper tranh cử Thống đốc bang North Carolina trong cuộc bầu cử năm 2016 đối đầu với Thống đốc đương nhiệm Pat McCrory. Trong giai đoạn đó, vào tháng 3 năm 2016, Hội đồng Lập pháp North Carolina đã thông qua Đạo luật Bảo mật & Quyền riêng tư của Cơ sở Công cộng – thường được gọi là Dự luật Hạ viện 2 (House Bill 2), được Pat McCrory ký thành luật. Nhiều tập đoàn bắt đầu tẩy chay tiểu bang để phản đối luật, hủy bỏ kế hoạch đầu tư và mở rộng việc làm. Roy Cooper tố cáo luật này là vi hiến và từ chối bảo vệ nó trước tòa với tư cách là Tổng Chưởng lý. Với bối cảnh này, kết quả của thiệt hại kinh tế do luật gây ra, cùng với xếp hạng ủng hộ chính trị đối với Pat McCrory đã giảm đáng kể trong những tháng trước cuộc bầu cử. Sau đó, các bản ghi chép công bố tỷ suất chiến thắng cao hơn một chút cho Roy Cooper, và sau một cuộc chiến pháp lý kéo dài, Pat McCrory đã thừa nhận kết quả cuộc bầu cử vào ngày 5 tháng 12 năm 2016. Roy Cooper đã vượt qua Pat McCrory với tỷ lệ 49,02–48,80%, chiến thắng sít sao 10,227 phiếu bầu. Tháng 5 năm 2019, Roy Cooper thông báo tái tranh cử cho nhiệm kỳ Thống đốc thứ hai. Ông giành chiến thắng trong tổng tuyển cử ngày 3 tháng 11 năm 2002, đành bại đối thủ cựu Phó Thống đốc Governor Dan Forest.
Trước chiến thắng của Roy Cooper ở nhiệm kỳ đầu, Hội đồng Lập pháp North Carolina đã thông qua đạo luật đặc biệt trước khi ông nhậm chức để giảm bớt quyền lực của văn phòng thống đốc. Phiên học được The New York Times mô tả là một phiên họp đặc biệt bất ngờ, các nhà lập pháp Đảng Cộng hòa đã tước bỏ quyền hạn của ông trước khi ông đảm nhận chức thống đốc vào ngày 1 tháng 1 năm 2017.

### Nhiệm kỳ

#### Về xã hội

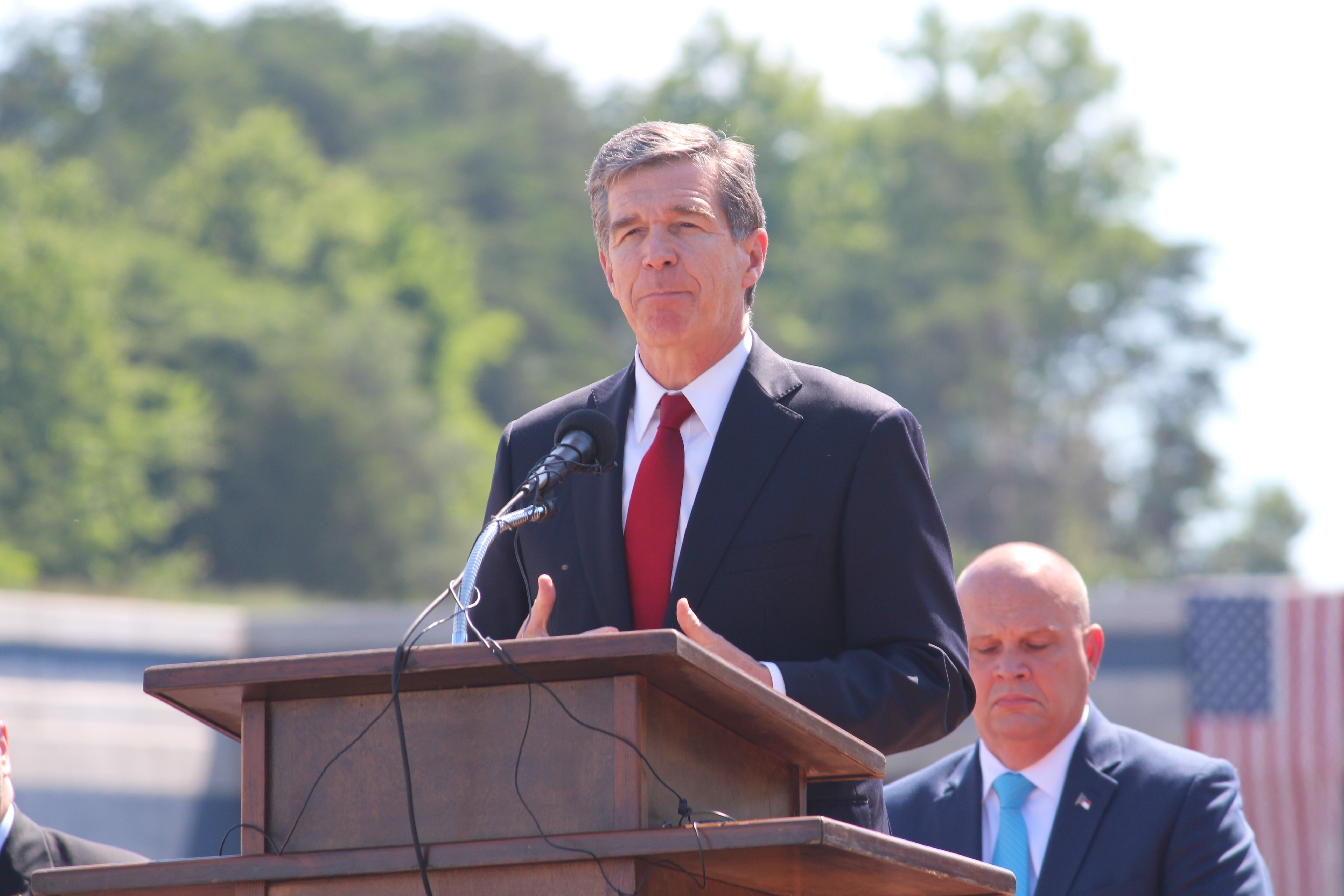
Roy Cooper khởi công dự án đường sắt liên tiểu bang 2017.

Về sức khỏe: sau khi nhậm chức, kể từ ngày 6 tháng 1 năm 2017, Roy Cooper đã yêu cầu sự chấp thuận của liên bang đối với việc mở rộng phạm vi bảo hiểm Medicaid ở North Carolina. Tuy nhiên, có hiệu lực từ ngày 15 tháng 1, một Thẩm phán Liên bang đã tạm dừng yêu cầu của ông, lệnh hết hạn vào ngày 29 tháng 1. Về công cộng: trong những tháng đầu tiên tại vị, đã giám sát nỗ lực bãi bỏ Đạo luật Bảo mật & Quyền riêng tư của Cơ sở Công cộng. Nỗ lực bãi bỏ đã thất bại sau khi một thỏa thuận giữa các nhà lập pháp Đảng Cộng hòa và Dân chủ của bang và các quan chức thủ phủ Charlotte đổ vỡ. Sau các cuộc đàm phán kéo dài với các nhà lập pháp của Đảng Cộng hòa, vào cuối tháng 3, ông đã đồng ý ký một đạo luật cấm các thành phố ở North Carolina thông qua các sắc lệnh địa phương liên quan đến chỗ ở công cộng hoặc thực hành việc làm trong ba năm để đổi lấy việc đảo ngược các cơ sở vật chất. Về thuốc phiện: vào ngày 9 tháng 5 năm 2017, Tổng thống Donald Trump đã bổ nhiệm Roy Cooper vào một ủy ban có nhiệm vụ giảm nghiện chất dạng thuốc phiện. Vào ngày 29 tháng 6, ông đã ký Đạo luật STOP, một bản sửa đổi lớn các quy định về kê đơn và phân phối thuốc phiện. Vào ngày 1 tháng 7, ông đã ký một dự luật cho phép bán rượu sau 10 giờ sáng Chủ Nhật, có biệt danh là Brunch Bill.
Về hình sự: ngày 11 tháng 7, ông ký Britney's Law, quy định rằng một vụ giết người là giết người cấp độ I nếu được thực hiện với ác ý và bị cáo đã bị kết án trước đó vì bạo lực gia đình hoặc theo dõi nạn nhân. Ông cũng đã ký hai dự luật bổ sung để cho phép các lệnh bảo vệ chống bạo lực gia đình do thẩm phán cấp có hiệu lực đầy đủ ngay cả khi họ đang bị kháng cáo và mở rộng luật khiêu dâm trả thù của tiểu bang từ các trường hợp liên quan đến người yêu cũ sang những người liên quan đến người lạ. Về giao thông: ông ký một dự luật sẽ bổ sung về những việc phải làm khi bị lực lượng hành pháp cưỡng chế vào chương trình đào tạo lái xe của bang. Dự luật đã được cả hai viện nhất trí thông qua; dự luật để gắn camera trên xe buýt học sinh để giảm bớt những tài xế vượt qua các xe buýt trường học đang dừng trái phép.
Về ngân sách: ngày 6 tháng 3 năm 2019, Roy Cooper đề xuất ngân sách 25,2 tỷ USD cho năm. Ngân sách bao gồm: tăng lương cho giáo viên trường công lập và công nhân tiểu bang; mở rộng Medicaid, và trái phiếu trị giá 3,9 tỷ USD tùy thuộc vào cuộc trưng cầu dân ý để giúp tài trợ cho việc xây dựng trường học và các dự án cơ sở hạ tầng địa phương. Ông tuyên bố rằng tự tin có thể khiến Hội đồng Lập pháp, không có đủ thành viên Đảng Cộng hòa thay thế quyền phủ quyết, thực hiện một số ý tưởng của mình. Đại dịch COVID-19: vào ngày 10 tháng 3 năm 2020, ông tuyên bố tình trạng khẩn cấp ở North Carolina do Đại dịch COVID-19 ở Hoa Kỳ. Bốn ngày sau ông ban hành lệnh cấm tụ tập hơn một trăm người, và đóng cửa tất cả các trường K-12 trong hai tuần trên toàn bang North Carolina.

#### Về hoạt động chính trị

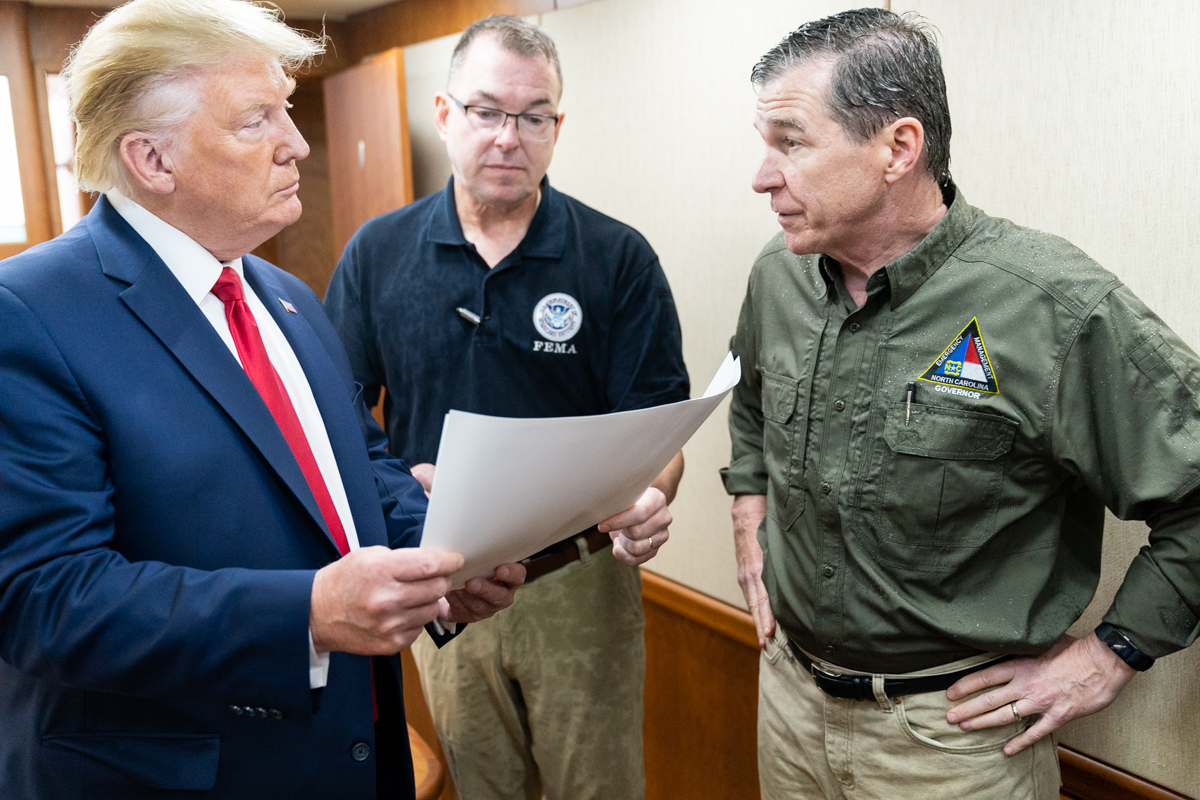
Tổng thống Donald Trump gặp Thống đốc North Carolina Roy Cooper trong diễn biến Bão Dorian 2019.

Năm 2019, Roy Cooper được các thống đốc Appalachian gồm  Alabama, Georgia, Kentucky, Maryland, Mississippi, New York, North Carolina, Ohio, Pennsylvania, South Carolina, Tennessee, và Virginia bầu làm Đồng Chủ tịch Ủy ban khu vực Appalachian, khiến ông trở thành Thống đốc North Carolina đầu tiên là Đồng Chủ tịch ARC kể từ Jim Hunt vào năm 1978. Về hoạt động tiểu bang: năm 2018, sau khi Tòa án Tối cao Hoa Kỳ tuyên bố các bản đồ lập pháp của North Carolina là vi hiến, ông đã kêu gọi một phiên phân chia lại đặc biệt vào ngày 7 tháng 6 năm 2017. Tuy nhiên, Hạ viện và Thượng viện đã hủy bỏ phiên họp, gọi nó là vi hiến. Vào ngày 31 tháng 8 năm 2017, ông tuyên bố tình trạng khẩn cấp do nguồn cung cấp khí đốt giảm mạnh, đã bị hủy bỏ vào ngày 18 tháng 9.
Ở North Carolina, trong cuộc bầu cử tháng 11 năm 2018, Đảng Cộng hòa đã mất ghế trong Hội đồng Lập pháp, chấm dứt tình trạng siêu đa số ở cả hai viện và khiến Đảng Cộng hòa không thể ghi đè các phủ quyết theo thẩm quyền. Quyền phủ quyết đầu tiên của Roy Cooper với tư cách Thống đốc North Carolina là dự luật sẽ tiến hành bầu cử vào Tòa án cấp cao North Carolina, Tòa án quận theo dạng đảng phái, sau khi được tiến hành trên cơ sở phi đảng phái trong nhiều năm. Hạ viện đã bỏ phiếu thông qua quyền phủ quyết vào ngày 22 tháng 3 năm 2017; Thượng viện đồng ý vào ngày 23 tháng 3, nhưng dự luật không trở thành luật do Thống đốc phản đối. Ông cũng đã phủ quyết một dự luật vào ngày 21 tháng 4 năm 2017 về việc yêu cầu tạo ra một Hội đồng bầu cử tiểu bang mới chia đều giữa Đảng Cộng hòa và Đảng Dân chủ. Nó sẽ thay thế hệ thống lâu đời đã mang lại cho đảng của Thống đốc North Carolina chiếm đa số trong hội đồng. Cả hai viện của Hội đồng đã bỏ phiếu để phủ nhận quyền phủ quyết vào ngày 24 và 25 tháng 4. Tổng cộng, trong hai năm đầu cầm quyền, Roy Cooper đã phủ quyết 28 dự luật, 23 trong số đó bị Hội đồng Lập pháp bỏ qua.

## Lịch sử tranh cử
Tính đến 2021, Roy Cooper đã trải qua 11 kỳ bầu cử các vị trí Hạ nghị sĩ, Thượng nghị sĩ tiểu bang, Tổng Chưởng lý, Thống đốc North Carolina. Ông đều vượt qua, giành chiến thắng trong tất cả các kỳ bầu cử này.

## Đời tư
Roy Cooper đã kết hôn với Kristin Cooper (nhũ danh Bernhardt), người từng làm công việc giám hộ cho những đứa trẻ được nuôi dưỡng ở quận Wake. Cặp đôi có ba cô con gái là Hilary Cooper, Claire Cooper và Natalie Cooper đều tốt nghiệp Đại học North Carolina tại Chapel Hill. Gia đình cư trú ở Nashville. Bên cạnh sự nghiệp chính trị, Roy Cooper đã dạy các lớp học Chủ nhật, làm phó tế và trưởng lão tại nhà thờ của mình, và là một người hâm mộ của đội tuyển hockey NHL Carolina Hurricanes.